# Veronica Simogun
Veronica Simogun est une militante papouasienne qui lutte pour les droits des femmes et les violences commises contre elles. Elle est la directrice de l'association Family for Change basée à Wewak en Papouasie-Nouvelle-Guinée.
Le 29 mars 2017, elle reçoit de la première dame des États-Unis Melania Trump et du sous-secrétaire d’État aux affaires politiques Thomas A. Shannon, le prix international de la femme de courage